# Чивілаанебі
Чивілаанебі (груз. ჭივილაანები) — село в Грузії.
За даними перепису населення 2014 року в селі проживає 17 осіб.